# Független résztvevők a 2014. évi téli olimpiai játékokon
Az oroszországi Szocsiban megrendezett 2014. évi téli olimpiai játékokon az indiai sportolók független résztvevőkként (angolul: Independent Olympic Athletes – IOA) indultak. 3 sportágban 3 sportoló vett részt, akik érmet nem szereztek.

## Előzmények
A Nemzetközi Olimpiai Bizottság 2012 decemberében felfüggesztette India tagságát, mert az Indiai Olimpiai Bizottság tisztújítása során kormányzati beavatkozások voltak, amelyeket az Olimpiai Charta tilt. A NOB 2014 januárjában közölte, hogy India sportolói az ország tagságának felfüggesztése miatt az olimpiai zászló alatt szerepelhetnek a 2014. évi téli olimpiai játékokon.

## Alpesisí
Férfi
| Versenyző       | Versenyszám      | 1. futam | 1. futam | 2. futam | 2. futam | Összesítés | Összesítés |
| Versenyző       | Versenyszám      | Idő      | Hely.    | Idő      | Hely.    | Idő        | Helyezés   |
| --------------- | ---------------- | -------- | -------- | -------- | -------- | ---------- | ---------- |
| Himanshu Thakur | Óriás-műlesiklás | 1:47,86  | 79.      | 1:49,69  | 72.      | 3:37,55    | 72.        |

## Sífutás
Férfi
| Versenyző    | Versenyszám | Eredmény | Helyezés |
| ------------ | ----------- | -------- | -------- |
| Nadeem Iqbal | 15 km       | 55:12,5  | 85.      |

## Szánkó
| Versenyző      | Versenyszám | 1. futam | 1. futam | 2. futam | 2. futam | 3. futam | 3. futam | 4. futam | 4. futam | Összesítés | Összesítés |
| Versenyző      | Versenyszám | Idő      | Hely.    | Idő      | Hely.    | Idő      | Hely.    | Idő      | Hely.    | Idő        | Helyezés   |
| -------------- | ----------- | -------- | -------- | -------- | -------- | -------- | -------- | -------- | -------- | ---------- | ---------- |
| Shiva Keshavan | Férfi egyes | 53,905   | 35.      | 55,203   | 38.      | 54,706   | 37.      | 53,335   | 34.      | 3:37,149   | 37.        |